# Karl Kohn (Architekt)

Der Architekt Karl Kohn. Das Hotel Ibarra im Hintergrund gehört nach Güllendi-Cimprichová ebenfalls zu Kohns Bauten in Ecuador.

Karl Kohn (* 21. Oktober 1894 in Prag; † 1979 in Quito) war ein tschechisch-ecuadorianischer Architekt und Maler. Er wurde noch zu Zeiten der Österreichisch-Ungarischen Monarchie geboren erzielte seine ersten beruflichen Erfolge in den 1920er Jahren in der 1918 unabhängig gewordenen Tschechoslowakei. Nach deren Besetzung durch die deutsche Wehrmacht floh der deutschsprachige Jude im Juni 1939 zusammen mit vielen weiteren Familienangehörigen nach Südamerika, wo er sich in Ecuador eine neue Existenz aufbauen konnte. Er gilt als ein Wegbereiter der modernen ecuadorianischen Architektur. Karl Kohn war seit 1934 mit der Schauspielerin, Psychologin und Psychotherapeutin Vera Kohn verheiratet. Während seines Aufenthalts in der Tschechoslowakei bis zu seiner Emigration 1939 führte er den Namen Karel Kohn.

## Herkunft und Ausbildung
Karl Kohn wurde als drittes von sieben Kindern des Schächters Hugo Kohn und dessen Ehefrau Amelie geboren. Was der Beruf des Vaters schon andeutet und was Vera Kohn später als Konfrontation mit einer ihr fremden Kultur empfand: Die Kohns lebten nach jüdisch-orthodoxen Regeln. Sie habe, so die slowakische Kunsthistorikerin Güllendi-Cimprichová, dem jüdisch-bürgerlichen Milieu angehört und eine hohe gesellschaftliche Anerkennung genossen.
Einer von Karl Kohns älteren Brüdern, Otto Kohn, hatte 1913 ein Architekturstudium abgeschlossen. Ob das auch der Grund war, weshalb Karl ebenfalls eine dahingehende Ausbildung aufnahm, ist nicht belegt. Unklar ist auch, wo er seine Ausbildung erhalten hat. Güllendi-Cimprichová schreibt, Karl Kohn habe „1914 das Studium des Bauwesens an der Technischen Hochschule in Reichenberg“ abgeschlossen. Das kann aber schon deshalb nicht der Fall gewesen sein, weil die Technische Universität in Liberec erst 1960 im Rückgriff auf ab 1953 entstandene Einrichtungen gegründet wurde. So ist wohl eher die Aussage von Zdeněk Lukeš zutreffend, der schreibt, beide Kohn-Brüder seien Absolventen der Deutschen Technischen Hochschule in Prag gewesen.
Parallel zu Karl Kohns Studienabschluss brach der Erste Weltkrieg aus und er trat dem österreichisch-ungarischen Militär bei. Er habe es dort zu einem mit mehreren Auszeichnungen bedachten Artillerie-Hauptmann gebracht. Nach Kriegsende studierte Karl Kohn dann zwischen 1918 und 1920 Architektur an der Akademie der Bildenden Künste Prag. Kohn besuchte hier die Meisterklasse von Josef Gočár.

## Die Jahre 1920 bis 1939
Vom Ende seines Studiums an arbeitete Karl Kohn mit seinem Bruder Otto zusammen. Die Zusammenarbeit sei so eng gewesen, dass „heute keine genaue Zuschreibung der Bauten mehr möglich ist“. Güllendi-Cimprichová attestiert den Kohn-Brüdern „eine undogmatische künstlerische Haltung, die sich durch eine sachliche, stilistisch ungebundene Auffassung der Architekturaufgabe“ ausgezeichnet habe, während „die Mehrheit der deutschsprachigen jüdischen Architekten […] zur weißen Moderne“ tendiert hätte, soll heißen: zum Bauhaus-Stil. Die Auftraggeber der Kohn-Brüder waren „liberal gesinnte Industrielle, Unternehmer und Adelige, für die die Brüder Kohn Mietshäuser in prominenten Lagen im Prager Stadtzentrum oder exklusive Villen am Stadtrand errichteten“.
Für den Kunsthistoriker Max Eisler, auf den sich Güllendi-Cimprichovás Aussage der „stilistisch ungebundenen Auffassung der Architekturaufgabe“ zurückführen lässt, ist der Grundriss das bestimmende Element in der Architektur der Kohn-Brüder.

„Er wird von ihnen einfach und schlüssig geführt. Das zeigen vielleicht am Stärksten die Umbauten, wo – und zwar sowohl bei den Werkstätten wie auch bei den Wohnhäusern – die alte, veraltete Disposition geradewegs in die neue, leistungsfähige umgesetzt wird, das zeigen ferner die klugen und klaren Kombinationen von Geschäfts- und Wohnhäusern in der Stadt und endlich die Villen an ihrem Rand oder schon draußen auf dem Lande. Das ist nun ein Wandel, mit dem sich selbstredend auch die Haltung des Grundrisses verändert. Denn in der Stadt galt es, den verfügbaren Raum mit sparsamer Ökonomie zu verwalten, hier, auf dem Lande, gilt es, die Freiheit nicht spielerisch zu mißbrauchen. Die beiden Brüder bewahren ihren Charakter. Auch angesichts der weiten bleiben sie standhaft, beherrscht und gesammelt. Das Haus wird nach den günstigen Himmelsrichtungen geöffnet, dorthin erschließen sich zu ebener Erde breit die Gesellschafts-, oben die Einzelzimmer, dorthin auch das Wegnetz des Gartens, das mit seinen lang laufenden und dann wieder eingefangenen Linien niemals die Empfindung für die natürliche Landschaft verliert.
So erscheint uns schon vom Grundriß aus das Wesen dieser Architektur: nicht auf eine komplizierte Weise interessant und nicht auf eine intime Weise beweglich, sondern von alledem beinahe das Gegenteil – aufrichtig, ruhig und bündig, also auch innerlich eins mit jener luftreinen, lichtvollen Geräumigkeit, die als das ländlich-frische Merkmal ihres Naturells  das Werk der Brüder überallhin, auch in die vornehme Stadtwohnung begleitet.“

Güllendi-Cimprichová unterscheidet zwei Phasen in der der Emigration vorhergegangenen Schaffensperiode der beiden Brüder:
- „Die bis zum Beginn der 1930er Jahre errichteten Bauten sind stark dem neobarocken Historismus verpflichtet.“[7] Max Eisler führt das auf die Klientel zurück, für das die Brüder Kohn tätig waren. „Die wohlhabende und gebildete Bürgerschicht dieser Gegend lebt ganz besonders stark unter dem Eindruck der alten, vor allem der barocken Baukultur. Wie weit das eine Äußerlichkeit oder gar einen Atavismus bedeutet, steht hier nicht zur Frage. Für uns ist vorderhand nur die Feststellung wichtig, daß die beiden Architekten schon für diese Forderung ihrer Umwelt ein besonders offenes Verständnis besitzen, die klare Bereitwilligkeit mitzugehen, aber auch die Fähigkeit, die überlieferte Form nicht zu kopieren, sonderndurch neue Konstruktionen und im neuen Geiste zu beleben.“[8] Ein Beispiel für diese Schaffensperiode der beiden ist die
  - Villa von Františ Janeček in Týnec nad Sázavou
Die dem Besitzer der Jawa-Werke gehörende dreistöckige Villa auf kreisförmiger Basis wurde als „Karussell“ bezeichnet.[9] Die Kohns hatten für diese Villa auch die Inneneinrichtung entworfen, womit nach Eisler „den Angaben des Bauherrn, noch mehr seinen Intentionen aufs exakteste entsprochen ist. Und auf derselben Linie liegt dann das Allermeiste, selbst noch die Wohnungen in den Stadthäusern und die Innenräume in den Villen. Denn selbst hier wird die gegebene Veranlagung der Bewohner nicht durch originellen Übermut ausgereizt und aus der Bahn gedrängt, sondern immer das schöne Maß gesucht, in dem das Bürger- und Künstlerwesen sich verstehen und vereinigen können.“[8]

Die Villa der Gebrüder Kohn in Prag.

- „Ab dem Beginn der 30er Jahre setzen beide Architekten dem unaufhörlich fortschreitenden Rationalismus ein gegenläufiges Stilkonzept entgegen, den sogenannten emotionalen  Funktionalismus“ im Sinne des der Gruppe Devětsil angehörenden Karel Honzík.[7] Eisler wertet das nicht als Bruch mit der bisherigen Architektursprache, sondern als Zeichen der „stilistische[n] Neutralität der beiden Brüder, die es ihnen erlaubt, von Fall zu Fall eine Bauform zu wählen, ohne die grundlegenden, gleichbleibenden Eigenschaften ihrer Arbeit, ihres Charakters und ihrer Anschauung zu verlieren. Freilich, sowie der Druck der Konvention und damit auch der Anlaß zur Rücksicht aussetzt, verstärken sich die modernen Züge im Werke der Brüder, – der einfach schnittige Bauwürfel, das flache Dach, die dünne Wand, das leichtere, luftige Wesen, dies alles und noch mehr meldet sich dann mit dem sichtlichen Wohlgefühl der Befreiung sogleich zum Wort.“[8] Beispiele für die neue Architektursprache der Kohns sind:
  - Villa Kohn in Prag
Güllendi-Cimprichová bezeichnet das 1936 entstandene Gebäude (nach Zdeněk Lukeš ein Villenpaar) als einen „der wichtigsten programmatischen Bauten dieser Schaffensperiode. […] Das Gebäude wurde am höchsten Punkt eines Abhangs errichtet. Der dynamische und voluminöse Baukörper beherrscht den großflächigen Garten, der in Terrassen gegliedert und funktional nach Gesellschaftsgarten, Kinderspielplatz mit Bassin und Nutzgarten aufgeteilt ist […] Über die Marmorplatten ist ein organischer Übergang vom Garten auf den Marmorfußboden des Wintergartens und somit in den Hauptwohnraum der Villa möglich. […] Die bewusste Verschmelzung von Innen- und Außenbereich lassen Garten und Bau dem Betrachter als eine organische Einheit erscheinen. […] Der asketisch anmutende Bau und die Innengestaltung stehen in einem gewissen Kontrast. Der repräsentative Charakter wird in der Garderobe durch eine Verkleidung aus grünem Opaxit zum Ausdruck gebracht. Das von den Architekten selbst entworfene Mobiliar erinnert mit seinem konservativen Charakter an die Tradition der Wiener Schule, ist gleichzeitig aber mit ästhetischer Raffinesse funktional gestaltet.“[10] Zdeněk Lukeš verweist vor allem auf das Pultdach, die Fassadengestaltung und das Geländer im Treppenhaus.[11] Historische Aufnahme des Molochov-Blocks in Prag. Ansicht des Molochov-Blocks (um 2012)

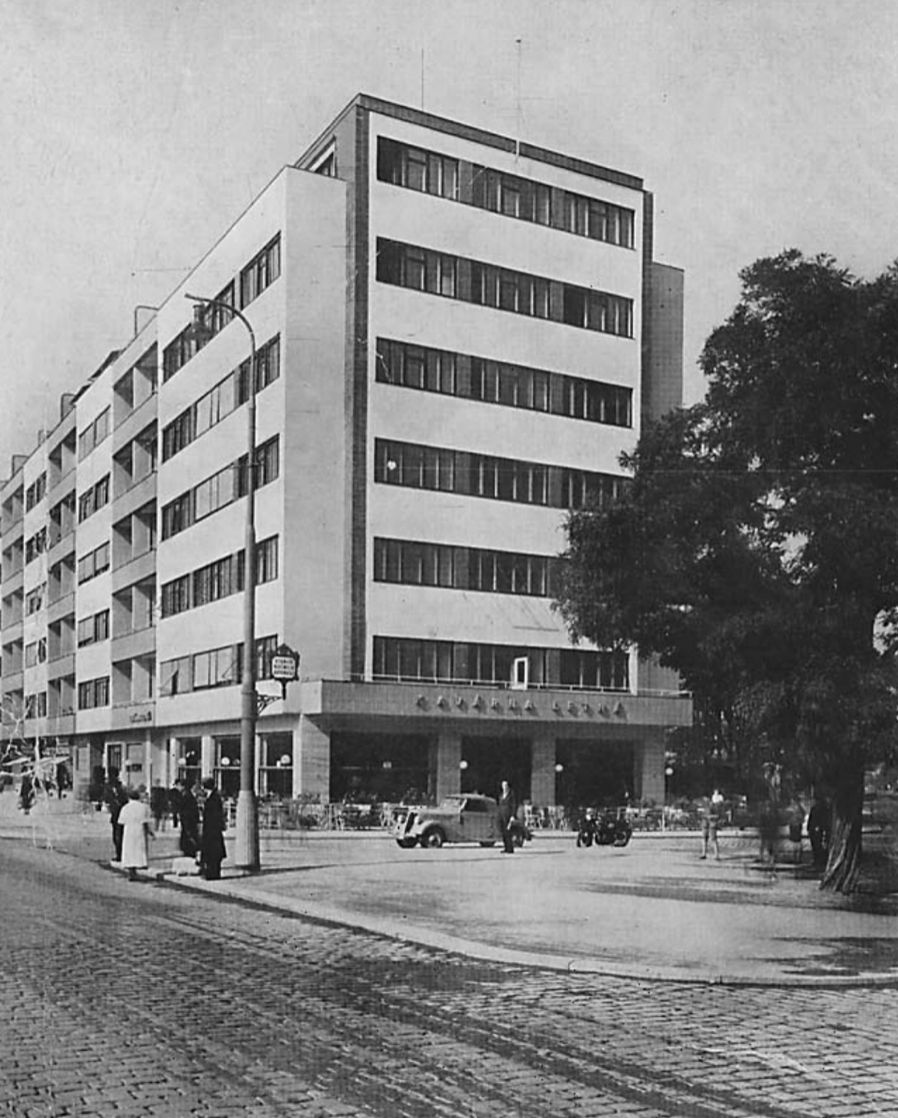
Historische Aufnahme des Molochov-Blocks in Prag.

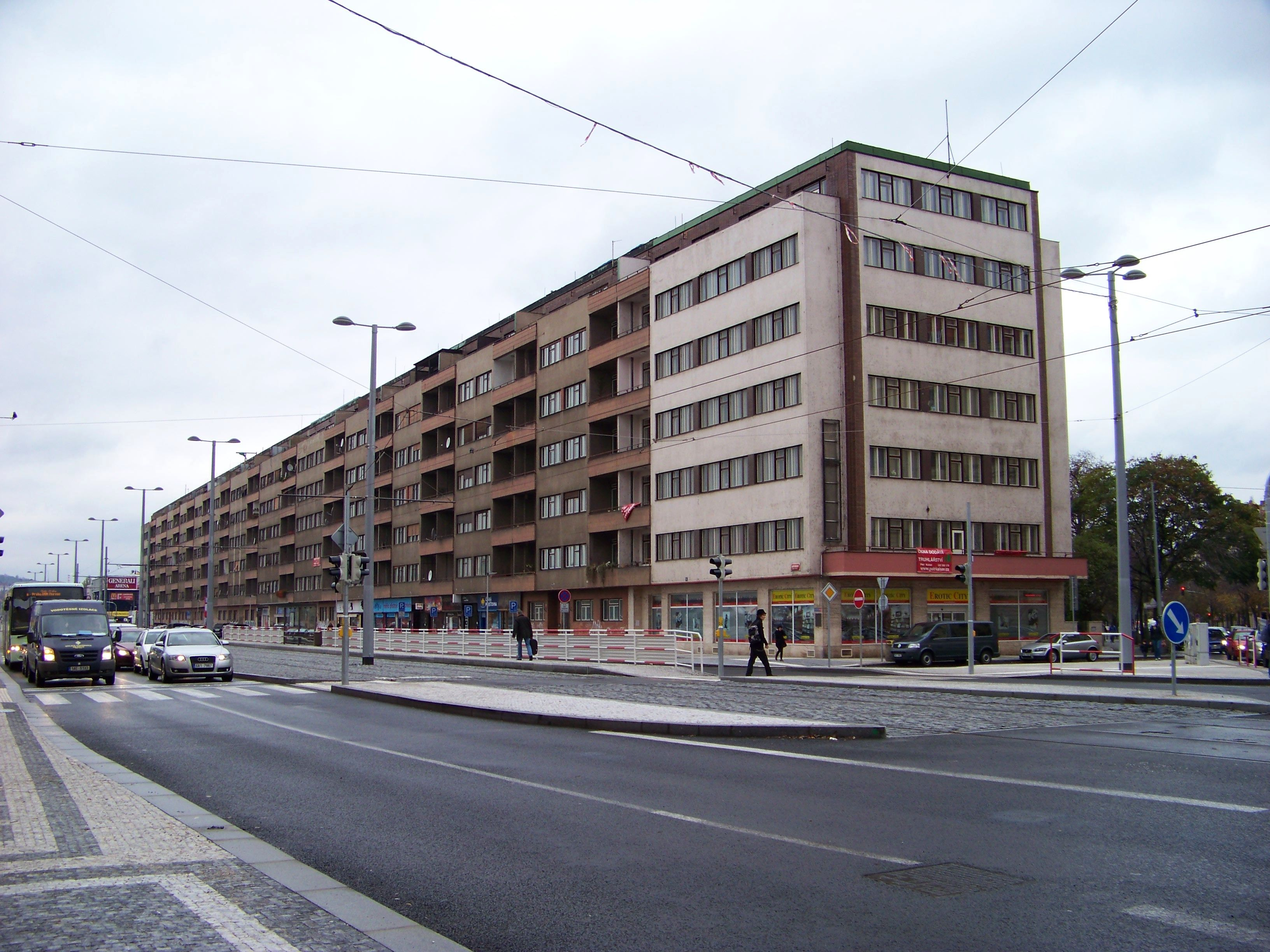
Ansicht des Molochov-Blocks (um 2012)

  - Mitarbeit am Molochov-Block auf dem Prager Letná Plateau
Güllendi-Cimprichová stellt das Gebäude unter de in Deutschland eher ungebräuchlichen Bezeichnung Zinshausgruppe vor, die „aus vierzehn sechsstöckigen nebeneinander errichteten Häusern bestand, von denen zwei von Karl und Otto Kohn entworfen wurden“.[10] Die Häuser sollten ursprünglich von verschiedenen Architekten getrennt gebaut und später durch eine einheitliche Fassade vereint werden. Schließlich wurde der Block zwischen 1936 und 1938 von den Architekten Josef Havlíček (1899–1961), von dem der Entwurf der Fassade stammt, gemeinsam mit den Brüdern Kohn fertiggestellt.[12]
Der Name Molochov stammt nicht von den Erbauern, sondern geht wahrscheinlich auf die an den Bauten beteiligten Arbeiter zurück und bedeutet Moloch, womit eine gewisse Kritik an der Monumentalität des Bauvorhabens zum Ausdruck gebracht werden sollte.[13] Güllendi-Cimprichová betont dagegen den „Modernitätsanspruch des Baus. Der Block ist in Beton, in einem Fall sogar in Stahlskelettkonstruktion mit Füllmauerwerk ausgeführt. Die Wohnungen und einzelnen Räume sind gegen Lärm und Schall isoliert. Hinter der einheitlichen Fassade befinden sich Wohnungen von unterschiedlicher Größe. Die Grundrisse zeichnen sich durch eine freie Gestaltung der Wohnräume aus, die wiederum mit der individuellen  Innenausstattung verknüpft sind.“[10]

Zdeněk Lukeš erwähnt von den vorgenannten Projekten der Kohn-Brüder nur die Villa Kohn in Prag, stimmt aber mit der von Güllendi-Cimprichová erwähnten stilistischen Bandbreite ihrer Werke überein und zählt zu ihren „wertvollsten Bauwerken […] die Geschäfts- und Büropaläste im Zentrum von Prag“, aber auch hochwertige Mietshäuser, Villen und Wochenendhäuser: 

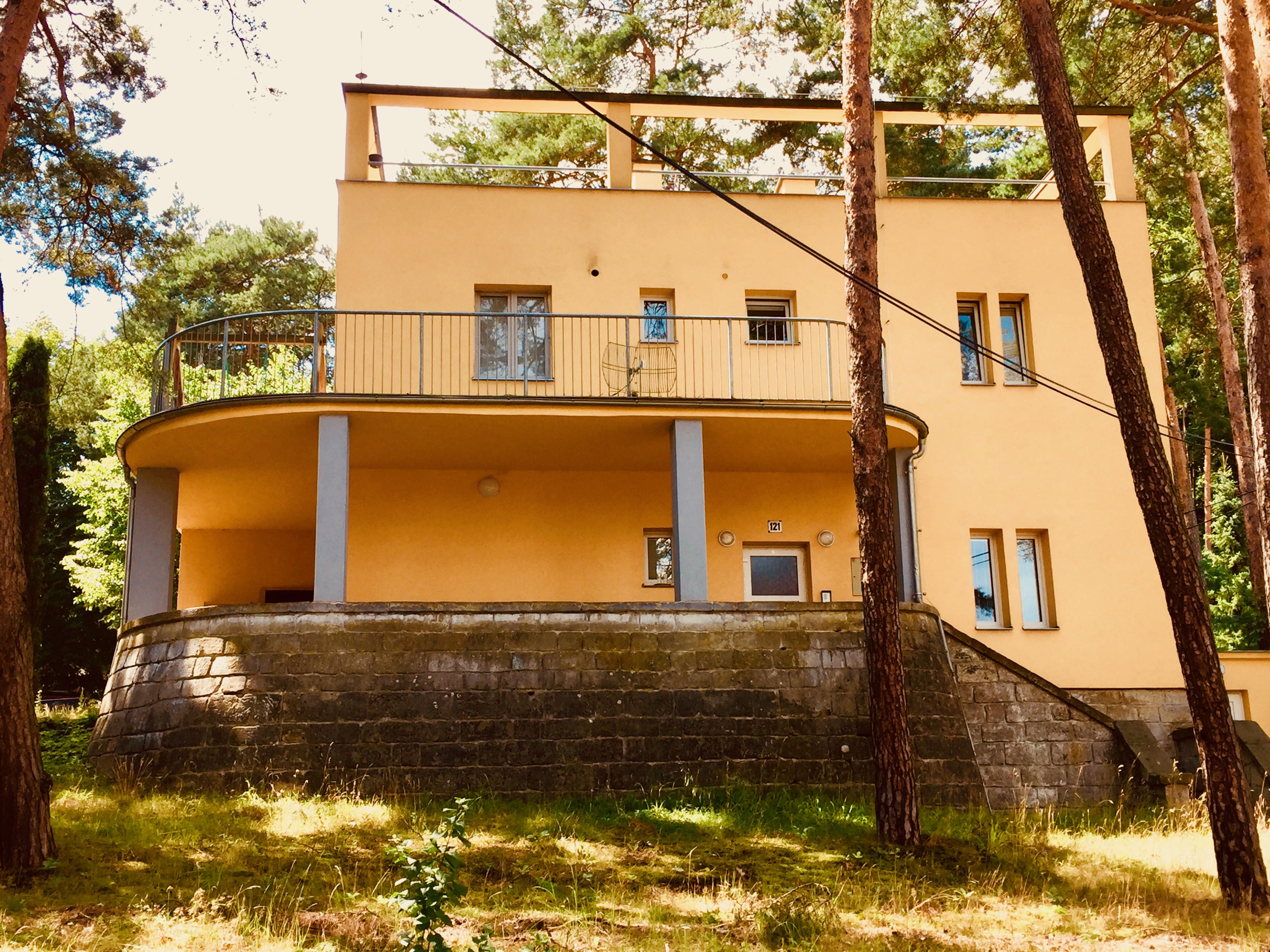
Sommerhaus Rindler in Staré Splavy

- Warenhaus Brock, um 1928, Prager Altstadt.
- Palais Metro, um 1930, in der Prager Altstadt.
- Mietshaus von 1932 an der Ecke Ververkova und Holešovice, das durch imposante Eckbalkone besticht, ist für Lukeš „ein qualitativ hochwertiges Beispiel für funktionalistische Architektur“.[5]

Einige der von den Brüdern Kohn erbauten Wochenendhäuser befanden sich in dem zu Doksy gehörenden Staré Splavy (ehemals Thammühl) (Lage) am Mácha-See. Dazu gehört auch ein um 1927 erbautes „Sommerhaus des Herrn Kom. Rates E. Rindler in Thammühl“ im Stile des Funktionalismus.
Die Brüder Kohn besaßen in Thammühl selber ein Sommerhaus, das aber bei weitem noch nicht so funktionalistisch daherkam wie das Sommerhaus Rindler. Auf der ihrem dortigen Haus gegenüberliegenden Straßenseite befand sich die Villa Rut, ein Gästehaus, das von der Familie Forman erbaut worden war. Zwischen Anna Forman und Otto Kohn entwickelte sich eine enge Beziehung, aus der Regisseur Miloš Forman hervorging. Vor seiner Emigration unterzeichnete Otto Kohn für dieses Haus einen Vertrag mit der Familie Forman, die es instand halten sollte. Die Villa wurde später beschlagnahmt.

## Die Ehe mit Vera Schiller
Zwei Jahre vor der Fertigstellung der Villa Kohn hatte Karl Kohn die achtzehn Jahre jüngere Vera Schiller (1912–2012) geheiratet, die er im Zusammenhang mit einem Bauvorhaben ihrer Eltern kennengelernt hatte.
Wie sehr Karl Kohns ästhetisches Empfinden auch sein Privatleben bestimmte, zeigt ein Ereignis am Vorabend der Hochzeit, über das Vera Kohn in ihrem teils autobiografischen Buch berichtet.

„Am Abend vor der Hochzeit hatte mich mein Brãutigam angerufen, um mich zu fragen, was ich anziehen Würde. ‚Das Kleid, das für mich im Modesalon entworfen wurde und der Schleier aus Brüsseler Spitze, handgemacht, den meine Großmutter für ihre erste Enkelin aufgehoben hat‘, antwortete ich. Von der anderen Seite des Telefonkabels drang zu mir die Stimme meines künftigen Mannes: ‚So heirate ich nicht. Ich bin ein moderner Architekt, ich nehme so einen schlechten Geschmack nicht hin.‘“

Vera Kohn sollte in ihrem weiteren Leben noch öfter mit dem dominanten Verhalten ihres Mannes konfrontiert werden, doch die Ehe hielt bis zum Tod von Karl Kohn.
Vera Kohn berichtet erstmals im Zusammenhang mit ihrer Hochzeitsreise davon, dass Karl Kohn auch malerisch tätig war. Güllendi-Cimprichová geht darauf ebenfalls ein und erwähnt, dass seine Bilder, die er mit dem Pseudonym Karl Kagan signierte, „stark vom Impressionismus und figurativen Kubismus beeinflusst [sind]. Sie kennzeichnen sich durch farbliche Expressivität und formale Klarheit. In Prag hatte er insgesamt drei Einzelausstellungen. Die letzte fand unmittelbar vor Kohns Emigration im Januar 1939 in der Galerie des jüdischen Galeristen Bedich Feigl statt.“ Offenbar hoffte Kohn darauf, seine Bilder mit ins Exil nehmen zu können, doch ein großer Teil von ihnen, „insgesamt 250, wurde 1939 in Antwerpen von den Nazis beschlagnahmt. Ihre Spur verliert sich in Deutschland. Bis heute gelten sie als verschollen.“

## Emigration
Spätestens mit der Besetzung des tschechischen Staatsgebiets durch deutsche Truppen im März 1939 war vielen Juden klar, dass sie in ihrer Heimat keine Zukunft mehr hatten. Innerhalb der großen Familie Kohn entschieden sich 21 Mitglieder zur gemeinsamen Emigration, darunter auch die Brüder Otto und Karl Kohn mit ihren jeweiligen Familien.
Das Fluchtziel Ecuador geriet in den Focus vieler tschechisch-jüdischer Familien aufgrund der Waffengeschäfte zwischen tschechischen Unternehmen und dem Staat Ecuador, und in diese wiederum soll ein früherer Auftraggeber der Kohn-Brüder Karl und Otto direkt involviert gewesen sein: Františ Janeček, dessen Villa von ihnen gebaut worden war, und der nicht nur der Gründer und Besitzer der Jawa-Motorradwerke war, sondern auch in Verbindung stand zum Brünner Waffenwerk Zbrojovka Brno. Ecuador habe aufgrund der Waffengeschäfte Schulden bei der Zbrojovka Brno gehabt und deshalb beschlossen, „diese im Rahmen eines wirtschaftlich-humanitären Transfers zu begleichen. Am 2. Februar 1939 wurde zwischen Zbrojovka und der ecuadorianischen Regierung ein Abkommen unterschrieben, nach dem die tschechoslowakischen jüdischen Emigranten die Schulden abbezahlen sollten und im Gegenzug dafür Visa für Argentinien bekamen. Karl Kohn nahm an diesem Transfer teil.“
Das Ausreiseziel Argentinien wurde aus unbekannten Gründen nicht weiter verfolgt; die 21 Mitglieder der Kohn-Familie ließen überwiegend in Ecuador nieder, was wohl auch damit zusammenhing, dass ein weiterer Bruder von Karl und Otto sich dort schon früher niedergelassen hatte und insgesamt, wie Vera Kohn es beschreibt, der Wunsch vorherrschte, als Familie zusammen zu bleiben.

## Neuanfang in Ecuador
Von Ecuador, wo die Kohns im Sommer 1939 ankamen, scheint Karl Kohn vom ersten Moment an fasziniert gewesen zu sein, wie seine Frau schreibt.

„Als wir nach Ecuador kamen, war mein Mann von den braunen Gesichtern fasziniert und er begann, sie zur Míttagszeit, bei 38 Grad Hítze, auf der Hauptstraße zu malen. Da die Künstler der Stadt ihn sahen, füllte sich am Abend das Hotel-Zimmer mit weiß angezogenen Männern, schwarze Haare, schwarze Augen und schwarze Schuhe. Sie nahrnen uns mit, um unsere Ankunft zu feiern. Abel Romero Castillo hatte eine Agentur für Taxis. In der ersten Nacht nach unserer Ankunft in Guayaquil steckte er uns alle in ein Auto und nahm uns mit‚ um Guayaquil kennen zu lernen‘.“

Güllendi-Cimprichová spricht gar davon, dass Karl Kohn noch in Guayaquil eine Ausstellung eigener Bilder organisiert habe. Er stellte „Zeichnungen und Bilder von der Schiffsreise von London nach Valparaiso aus und verschaffte sich in der ecuadorianischen Kunstszene großen Respekt“.
Guayaquil war nur ein Zwischenstopp. Karl Kohn ließ sich aus Rücksicht auf seine Frau und anders als sein Bruder Otto, dem eine Architektur-Professur in Cuenca angeboten worden war, in Quito nieder. Er erhielt, quasi als Ersatz für die ausgeschlagene Professur in Cuenca, schnell das Angebot, an der Kunstakademie von Quito zu unterrichten, der Escuela Nacional de Bellas Artes. 1940 wurde er zum Professor berufen. An Karl Kohns Unterrichtstag an der Kunsthochschule erinnerte sich Vera Kohn:

„Ich erinnere mich sehr gut an das erste Mal, als er von seiner Arbeit kam. Er sagte, dass alle schwarz gekleidet seien, dass die Stühle keine Lehnen hätten, sondern nur einen Holzring, dass alles sehr ärmlich sei, es gãbe aber einen l7jährigen jungen Mann mit großem Talent: es war Oswaldo Guayasamín. Mein Mann war sehr temperamentvoll und begeistert von dessen Talent. Er lud ihn zum Essen nach Hause ein, zeigte ihm seine Bilder, die Bücher des österreichischen Malers Egon Schiele. Ich glaube, dass er einen großen Einfluss auf die Entwicklung von Oswaldo hatte. Diese Freundschaft hielt zwei oder drei Jahre, dann trennten sie sich. Aus dieser Epoche, 1942, stammt das Bild, das Oswaldo von meinem Mann gemacht hat.“

Ein Jahr nach seiner Berufung gründete Karl Kohn „an der Kunstakademie nach dem Prager Vorbild eine Architekturschule und schlug die Einrichtung eines Lehrstuhls für Architekturzeichnen vor. Für ein Land, in dem es bis zur Gründung der Fakultät für Architektur an der Universidad Central in Quito im Jahre 1946 kein Zentrum für höhere Architekturausbildung gegeben hatte, war dies ein wichtiger Schritt auf dem Weg zur Stärkung der Architekturlehre.“ Für Karina del Rocío Sánchez Salazar ist Kohn folglich „einer der Pioniere bei der Einführung moderner Ideen in Architektur und Industriedesign in Ecuador“.

## Karl Kohns Wirken zwischen 1939 und 1979
Karl Kohns Wirken in Quito ist eingebunden in einen Wandel, der in den 1930er Jahren ganz Ecuador erfasste, an erster Stelle aber die Hauptstadt Quito. Gestalter dieses Wandels waren nicht zuletzt die als Emigranten ins Land gekommenen Architekten und Stadtplaner. Karl Kohn schaltete sich 1940 in die Diskussionen um eine Neugestaltung des Stadtbildes von Quito ein und veröffentlichte einen Aufsatz dazu in der Tageszeitung El Commercio. Zugleich entwarf er ein Konzept für die Neugestaltung des Regierungs- und Verwaltungszentrums in Quito. Güllendi-Cimprichová sieht in diesem Entwurf, der 1955 noch einmal modifiziert, aber nicht realisiert wurde, einen wichtigen „Diskussionsbeitrag zur Architekturdebatte in Ecuador“ und Kohn dabei selber, vermittelt durch seinen Lehrer Josef Gočár, in der stadtplanerischen Tradition von Otto Wagner.
Ein weiterer städtebaulicher Entwurf von Karl Kohn, der nicht realisiert wurde, entstand 1949 für den Wiederaufbau der Häuser für die vom Erdbeben zerstörte Stadt Ambato.
Dank seines Wirkens in der Hochschule sei Karl Kohn auch als Berater für die Abteilung Schulbau des Bildungsministeriums tätig gewesen.
Auch wenn er mit seinen städtebaulichen Entwürfen nicht sehr erfolgreich gewesen zu sein scheint, gelang es ihm doch, schnell ein gefragter Architekt zu werden, worauf Vera Kohn hinwies:

„Dann bekam mein Mann viel Arbeit, nicht nur als Professor für technisches Zeichnen an der Kunsthochschule, es wurde auch bekannt, dass ein europäischer Architekt da war, und viele Menschen gaben Pläne in Auftrag. Einer der ersten Aufträge war für ein Grundstück mit fünf Ecken. […] Es gehörte Frau Laura Urrutia. Es wurde ein modernes Haus, gebaut in kolonialem Stil. Dieses Haus erhielt sehr gute Besprechungen in den Zeitungen; das Projekt wurde mit einem Grundstück bezahlt, auf dem ein Eukalyptuswald stand, mit Blick auf die Stadt. Als wir begannen, hier ein Haus zu bauen, war schon meine jüngere Tochter Katya geboren. Mein Mann war vertrauensvoll und mit großer Freude zeigte er aller Welt die schöne Aussicht mit dem Wald, der die Straße begrenzte. Eines Tages kam der Bürgermeister und zu meiner Uberraschung - das Haus war fast fertig und wir hatten zwanzig bis dreißig Weiden rundherum gepflanzt - wurde es konfisziert unter dem Vorwand, dass dort der Präsidentenpalast gebaut werden sollte.“

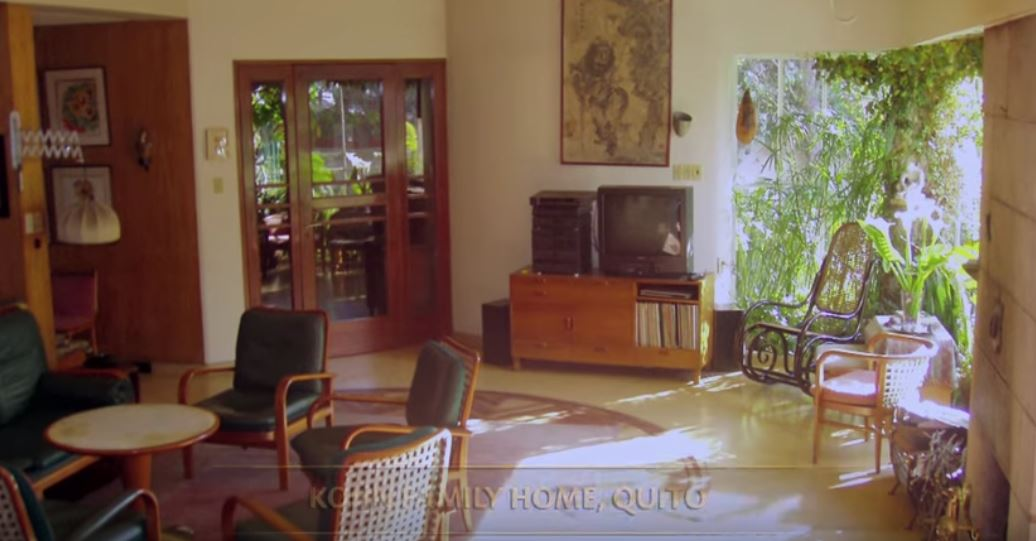
Wohnzimmer der Villa Kohn in Quito

Etwa zehn Jahre später, 1951, kam die Familie Kohn doch noch zu ihrem Haus, das als  Villa Schiller Kohn oder auch als Vera Kohn Residence bekannt wurde. Für Güllendi-Cimprichová stellt das etwa 760 Quadratmeter große Haus „den Höhepunkt von Kohns Streben nach der Transformation der europäischen Architekturmoderne dar. […] Durch die fließende Grenze zwischen Außen und Innen entsteht ein Raumkontinuum, durch welches die Natur Bestandteil der Architektur wird.“ Ihr Fazit:

„Die Architektur der Villa Schiller Kohn offenbart die intensive Auseinandersetzung ihres Erbauers mit der Tradition und der Moderne. Die terrassierten Kuben des Baukörpers und der Raumplan lassen deutlich die Rückbesinnung auf Adolf Loos erkennen. Die Errichtung des Kamins als Konvergenzpunkt  des  Wohnbereichs verrät Kohns Wunsch nach einer Versöhnung zwischen Tradition und Moderne.“

Vera Kohn schrieb in ihren 2006 erstmals erschienenen Erinnerungen über die Villa Kohn: „Als das Haus, indem ich jetzt lebe, fertig war, lud mein Mann viele Menschen ein, darnit sie es als Model sehen könnten. Nach dem Theater verbrachte ich ein ganzes Jahr damit, es zu zeigen, und auch die Möbel, die er entworfen hatte und die in Prag hergestellt waren. Diese Möbel waren aus Europa über Buenos Aires nach Quito gekommen. Das Haus wurde vom Präsidenten Carlos Plaza im Jahr 1952 eingeweiht.“ Mehr mit Wehmut spricht 2018 Katya, die jüngste Kohn-Tochter, über ihr Elternhaus, das sie bewusst als „Bauhouse“ bezeichnete: „Das schöne Bauhouse in Quito, das 1950 von meinem Vater gebaut wurde, hatte einen klaren und schönen Blick auf den Pichincha. Heute sind es mehrere sehr hohe Gebäude, die es umgeben und die dieses schöne Panorama lange Zeit dem Sonnenlicht entziehen. Die Hälfte der Aussicht ist durch ein Gebäude abgeschnitten, das an sonnigen Morgen so hell reflektiert, dass es blendet. Ich schätze, der Titel von all dem ist ‚Fortschritt‘! Leider.“
Nicht weniger beeindruckend als die Villa Kohn war die 1955 fertiggestellte Villa Neustaetter für das aus München stammende jüdische Ehepaar Hans und Gisella („Gi“) Neustaetter. In dem Buch Blick auf die moderne Architektur Ecuadors wird diese Villa als paradigmatisch für Karl Kohns architektonisches Werk bezeichnet, und bewundert wird darin seine Leidenschaft für Details als untrennbare Bestandteile seiner Architektur. Auf der Webseite ARQUITECTURA MODERNA EN ECUADOR heißt es über die Villa Neustaetter: „Karl Kohn wendet in diesem Haus einige typische Elemente seiner Arbeiten an, die dem Kontext angemessen Rechnung tragen: die logische und natürliche Art, sich zu integrieren, die Verteilung der Flächen nach der Lichtmenge, die Beziehung von innen und außen zwischen Konstruktion und Natur, die Materialität und die räumliche Kontinuität, ohne eine einzige Ecke ohne Nutzung zu lassen usw.; diese Elemente machen dieses Haus zu einem Werk der modernen Architektur, was jedoch durch die organische Note seines Kontextes gemildert wird. Dieses Projekt zeigt die Sensibilität, die der Architekt hatte, als er nicht nur ein Projekt, sondern auch eine Lebensweise für diejenigen entwarf, die es bewohnen würden.“
Güllendi-Cimprichová spricht von 105 Bauwerken, für die Karl Kohn verantwortlich war. Viele wurden in Eisenbeton ausgeführt, doch inzwischen seien die meisten dieser Gebäude abgerissen oder adaptiert worden.

„Die Mehrheit von Kohns ausgeführten Bauten waren Privathäuser, die sich formal in zwei Gruppen unterteilen lassen. Zur ersten gehören Bauten mit starker Präsenz der lokalen Elemente, die in der traditionellen Wohnbauarchitektur von Quito vorzufinden sind. In diese Gruppe gehört Kohns erster Bau, das 1940 errichtete Haus für die Familia Urrutia in Quito. Die im traditionellen Vokabular  ausgeführte Fassade harmoniert mit der Umgebung und respektiert den genius loci der Stadt. Zur zweiten Gruppe gehören Villen, die sich durch rechteckige kubische Baukörper, gerade Linien und Flachdächer auszeichnen. Das Fenster übernimmt bei Kohn die Funktion eines Verbindungspunkts zwischen dem Haus und seiner Umgebung.“

M. Augusta Hermida verweist auf einige ausgewählte weitere Beispiele für Karl Kohns Wirken, ohne auf diese näher einzugehen (darunter auch die Villa Kohn):
- 1945: Casa Speck[35]
- 1948: Casa Tosi, Guayaquil. Die Casa Tosi war ein Kaufhaus, das 2014 geschlossen wurde.[36]
- 1948  Casa en la calle 18 de septiembre[37]

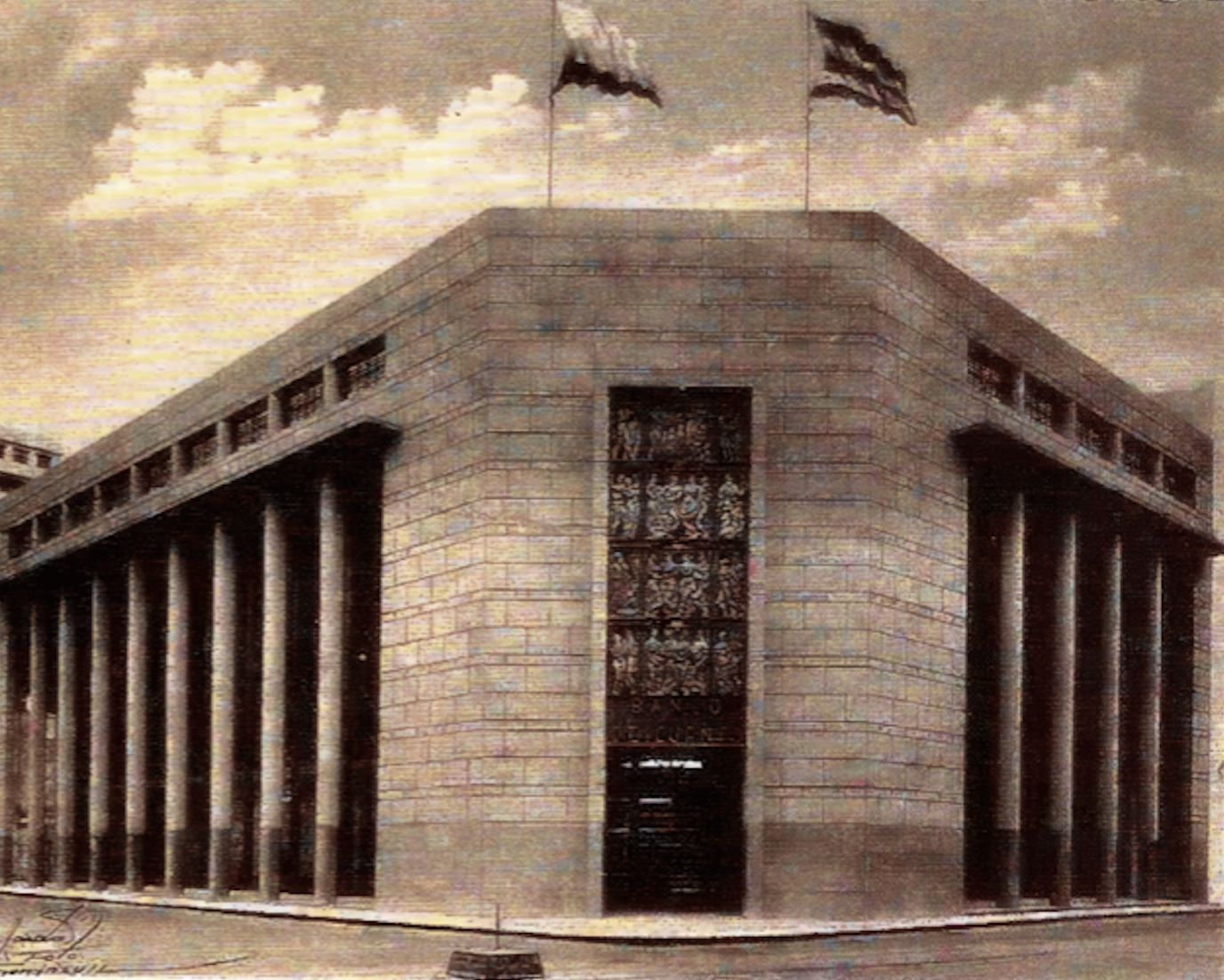
Die 1954 errichtete Banco de Descuento in Guayaquil

- 1954: Banco de Descuento, Guayaquil.
„Das Werk ist eine perfekte Symbiose zwischen dem europäischen Rationalismus und den lokalen Traditionen, die den Konstrukteur bei seiner Ankunft in Ecuador beeindruckten. Die Säulen der Fassade bilden einen architektonischen Rhythmus, der Stärke und Kraft hervorruft. Das aus Metall gefertigte Wandbild mit dem Entwurf des Architekten und Malers Karl Khon spiegelt die Bilder des kreativen Schaffens der Industrie, des Handels in einer freien und friedlichen Gesellschaft wider.“[38]
2018 wurde das Bankgebäude für eine neue Nutzung wiedereröffnet: Es beherbergt nun die Bibliothek der Universität der Künste (Universidad de las Artes) von Guayaquil. Die wesentliche Herausforderung, so Delia Klingman, die für die neue Innenraumgestaltung verantwortliche Architektin, habe darin bestanden, die ursprüngliche Architektur von Kohn aufzuwerten und ein respektvolles Werk zu schaffen, das dem großen Architekten und seiner Arbeitsqualität Tribut zolle. Die Gestaltung greife die ursprüngliche Architektur auf und erzeuge gleichzeitig einen zeitgenössischen Charakter, der den Bedürfnissen einer Universitätsbibliothek entspreche.[39]

Über die Webseite ARQUITECTURA MODERNA EN ECUADOR, die in Zusammenarbeit mit Katya Kohn und der Architekturhistorikerin Shayarina Monard erstellt wurde (siehe Weblinks), werden neben den oben schon erwähnten Beispielen der Villen Kohn und Neustaetter eine Vielzahl weiterer Werke von Karl Kohn zugänglich gemacht:
- Casa Sr. General Gómez de la Torre
„Kohns Kompositionen sind komplex und seine Referenzen vielfältig, wie man in dieser Wohnarchitektur sehen kann, die dem rustikalen, volkstümlichen und neokolonialen Geschmack seines Auftraggebers entspricht, ohne die Prinzipien der Moderne und des Funktionalismus zu vernachlässigen, deren Interpretation gleichzeitig mit dem Purismus von Adolf Loos und dem Naturalismus des Jugendstils verbunden ist.“[40]
- Banco del Pichincha - Anteproyecto
Bei diesem nicht realisierten („Anteproyecto“), aber gut dokumentierten Projekt handelt es sich um einen für ein Bankgebäude aus der Mitte der 1960er Jahre. „Dieses Gebäude besticht durch seinen modernen Stil, mit klaren und reinen Formen. Im Außenbereich fallen vor allem die pyramidenförmigen Fenster auf, ähnlich wie Schießscharten, die der Fassade eine gewisse Bewegung und Vielseitigkeit verleihen (im Stil von Marcel Breuer). […] Im Allgemeinen handelt es sich um ein Gebäude, das die Handschrift von Kohn in den gleichzeitig dichten und reinen Linien deutlich zeigt. Wie im Neustätterhaus koexistieren hier die ausgeprägte funktionalistische Tendenz des Urhebers und die fast flüssige Kontinuität seiner Räume.“[41]
- Edificio Banco del Pichincha – Anteproyecto
Auch hierbei handelt es sich um einen nicht realisierten Entwurf. Aber: „Selbst in einem solchen Vorschlag für ein Unternehmen vergisst Kohn nicht, Räume zu humanisieren. Obwohl sein Werk in die Strömungen des europäischen Rationalismus und Funktionalismus fällt, gibt er den Naturalismus des Jugendstils oder einen gewissen Formalismus der akademischen Architektur nicht auf. Dieses Vorprojekt, dessen Vermächtnis nur in schematischen Ebenen existiert, zeigt einen vielseitigen Kohn bei der Gestaltung verschiedener Gebäudetypen. Er beschränkt sich nicht darauf, mit kubischem Purismus, Glashäuten oder einem starren Rationalismus zu experimentieren. Wenn wir uns sein umfangreiches Werk ansehen, auch das ungebaute, können wir sehen, dass er nicht zu den Architekten gehört, die Variationen desselben Gebäudes zeichnen. Kohn spielt mit allen Parametern seines Berufs: Maßstab, Typologie, Form, Materialität, Struktur, Beziehungen zwischen Innen und Außen, Programm... […]  Seine Besessenheit, die Natur in die Architektur zu integrieren, kommt durch die Einführung verschiedener Terrassen sowie Innengärten auf verschiedenen Ebenen zum Ausdruck, die alle in einem großen durchsichtigen Raum liegen. Aus programmatischer Sicht führt es ein atypisches Phänomen ein: Es widmet das vorletzte Stockwerk vollständig den Mitarbeitern. Vielleicht war dies einer der Gründe, warum sein Projekt nicht ausgewählt wurde: Auch heute noch wird so wenig wie möglich in die Flächen für die Mitarbeiter investiert.“[42]
- Edificio Santa Prisca Jaramillo Lozano. Zu diesem Gebäude liegen nur Entwurfszeichnungen vor.[43]
- Edificio Vivienda Colectiva
Es handelt sich um den Entwurf für ein Mietshaus mit drei Etagen, das für Familien mit maximal drei Personen konzipiert ist. der Auftraggeber ist unbekannt. „Die Präsenz von Balkonen und außenliegenden Treppenhäusern schafft eine klare Beziehung zwischen Architektur und Umwelt. Die „V“-förmigen Balkone brechen die rechteckige Geometrie, die den Budgetrestriktionen der Arbeiten zugrunde liegt, verleihen der Fassade einen besonderen Charakter und betonen erneut die Verbindung zur Umwelt.“[44]
- Casa para el Sr. Ing. Walter Seligman
Bei Walter Seligman könnte es sich um einen Stadtplaner gehandelt haben, der in den 1940er Jahren an der Entwicklung des Quitoer Stadtteils Santo Domingo mitgewirkt hat.[45] Das von Karl Kohn geplante und 1967 erbaute Wohnhaus stand auf einem Grundstück mit leichter Neigung. „In den 60er Jahren wurde das Projekt perfekt an den Ort angepasst, der eine enge Beziehung zur Landschaft unterhielt und den Blick auf die Hänge von Pichincha lenkte. Der Kontext der Lage der Residenz ist im Laufe der Zeit aufgrund des vertikalen Wachstums der Stadt verloren gegangen, das zu diesem Zeitpunkt nicht existierte. […] Auf diese Weise ist diese Residenz ein klares Beispiel für eine funktionale und ästhetische Architektur, die darauf abzielt, die Bedürfnisse der Bewohner durch die harmonische Integration der Räume und der sie umgebenden Naturlandschaft zu erfüllen.“[46]
- Casa para Jorge Garcés, El Tingo
Das Haus wird als bescheidenes Landhaus für eine kleine Familie vorgestellt, das aber dennoch die typischen Kohn-Merkmale aufweise, so natürlich die für ihn wichtige Verbindung zwischen Innen- und Außenräumen. „Der Stil von Karl Kohn […] zeigt die Tendenz des Architekten, sich jeden Raum anzueignen und ein wenig von sich selbst in die Details und in die Art und Weise, wie er Orte für Menschen schafft, einfliessen zu lassen.“[47]
- Edificio Cadena Arteaga
Das Cadena-Arteaga-Gebäude gehört zu den nie realisierten Entwürfen von Karl Kohn. Es war für eine gemischte Nutzung vorgesehen: "Die ersten beiden Stockwerke sind Büros und die nächsten Stockwerke sind Wohnungen. Das Gebäude als Ganzes zeigt deutlich eine modernistische Haltung, mit einer horizontalen Basis, die durch die Geschäftsräume erzeugt wird. Die Wohnungen definieren die Vertikalität dieses Elements, um schließlich mit einer Gartenterrasse abzuschließen.[48]
- Casa de Campo Cadena Arteaga
Im Vergleich zu vielen andern hier vorgestellten Objekten von Karl Kohn handelt es sich bei dieser Casa um ein vergleichsweise bescheidenes Bauwerk. „Es ist ein Haus mit begrenzten Räumen, kostengünstig, einfach zu bauen, komfortabel und funktional; es hat eine Küche, ein Esszimmer, ein Hauptschlafzimmer, ein Wohnzimmer, ein kleines Studio und ein Badezimmer. […] Das Hauptmerkmal dieses Architekten ist gewürdigt: Er verteilte den Raum im richtigen Maß, ohne dabei die Materialität, Ästhetik und Funktionalität zu vernachlässigen. […] Diese Materialauswahl deutet darauf hin, dass es sich um ein sehr wirtschaftliches Haus handelte, dessen Platz- und Budgetbeschränkungen, wie Kohn deutlich macht, einer hochwertigen Architektur nicht im Wege stehen: Der Raum öffnet sich zur Umgebung und zur Aussicht, das Küchenfenster ermöglicht eine ausreichende Ausleuchtung des Hauses. Auch Bücherschränke spielen im Raum eine Rolle.“[49]
- Residencia de Doña Laura Viuda de Freile
Deutlich repräsentativer als das zuvor skizzierte Landhaus wäre diese Residenz ausgefallen, doch sie wurde nicht realisiert. So bleibt es die Aufgabe dieses Entwurfs, abschließend noch einmal die Kernpunkte der Kohnschen Architektur aufzuzeigen: „Karl Kohn hat eine Faszination für die Natur und möchte, dass sie in das gebaute Objekt eindringt. Er dringt auch in die Natur ein, so dass es eine Verbindung zwischen den beiden gibt. Kleine Details wie begrünte Terrassen oder Pergolen mit hängenden Gärten unterstreichen die Vorstellung, dass die Natur präsent ist. Er spielt ein Spiel des Privaten mit dem Öffentlichen und verbindet sie durch einen Saal. Er gibt auch jedem Raum des Hauses ein gewisses Maß an Privatsphäre, das er gleichzeitig durch große Fenster, die das Innere mit dem Äußeren des Hauses verbinden, ausgleicht.“[50]

## Karl und Vera Kohn
Vera Kohn hatte Mitte der 1950er eine schwere Krise als Schauspielerin und als Ehefrau von Karl Kohn, dessen Dominanz in allen Lebensbereichen sie öfter in ihrem Buch herausstellte. Wie sehr dies auch mit der Arbeit ihres Mannes zusammenhing, zeigt das folgende Zitat, das sich auf die Zeit um 1956/57 bezieht.

„Ich wurde die schlechteste Sekretärin meines Mannes und Verwalterin der Bauten. In einem Jahr hatte er mehr als dreißig Bauten in Auftrag. Er zeichnete mit großer Leichtigkeit und arbeitete auch nachts. Er mochte mich gerne in seiner Nähe haben, wenn er arbeitete und wenn ich weg gehen wollte, um eine Aufgabe zu erledigen oder etwas zu tun, sagte er mir: ‚Setz dich an meine Seite, nichts mehr. Ich arbeite.‘ Ich wusste nichts von der Femme inspiratrice, der Frau, die durch ihre Gegenwart inspiriert. Ich diente, damit er sich verwirklichen konnte. Mein Mann brauchte meine weibliche Präsenz, um kreativ zu sein, und das hatte viele Vorteile. Da ich aber meine Situation absolut nicht verstand, verlor ich meine Energie, ohne es zu wissen. Manchmal setzte ich mich alleine ins Auto, ohne zu wissen, warum: ich tat es wie eine Möglichkeit, meine Batterien aufzuladen. Ich konnte dann nichts anderes machen, als da sein. Ich verlor meine Energie im Kontakt mit einer viel stärkeren Persönhchkeit.“

1957 eröffnete Vera Kohn ihrem Mann, dass sie fortgehen wolle. Sie setzte diesen Entschluss in die Tat um, was zu einem knapp vierjährigen Europaaufenthalt führte, überwiegend verbracht mit einer Therapie und einer therapeutischen Ausbildung bei Karlfried Dürckheim und Maria Hippius im Schwarzwald.
Während dieser Jahre ist die Verbindung zwischen Karl und Vera Kohn nie abgerissen. Kohn besuchte seine Frau mehrfach und sie unternahmen auch gemeinsame Reisen. Karl Kohn scheint sich die gesamte Zeit über nicht in Ecuador aufgehalten zu haben, denn Vera Kohn schrieb: „Mein Mann hat auf mich drei Jahre in Europa und Israel gewartet.“ Über das, was Karl Kohn in Europa und in Israel gemacht hat, gibt es keine Informationen.
Die Beziehung der beiden stand mehrfach auf der Kippe, doch letztlich fanden sie wieder zueinander und kehrten im August 1961 gemeinsam nach Ecuador zurück. Vera Kohn begann im Alter von 49 Jahren ein Psychologie-Studium und wurde acht Jahre später promoviert. Über Karl Kohns Leben seit dieser Zeit gibt es keine öffentlich zugängliches Material. Er starb 1979 in Quito. Nachrufe und sein genaues Todesdatum sind nicht überliefert.

## Ehrungen & Würdigungen

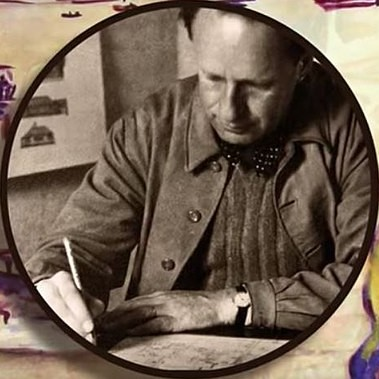
Karl Kohn als Zeichner

1940 erhält Karl Kohn einen „Preis des Riverside Museums der Stadt New York für seine Arbeit „A un Oleo de Quito“, die einen figurativen Charakter aufweist und hauptsächlich mit der Darstellung der Stadtlandschaft verbunden ist.“
1945: Ornato-Preis der Casa Guerrero Pichincha (Quito)
1949 wurde Karl Kohn mit einer Einzelausstellung seiner Malereien und Zeichnungen im Seattle Art Museum gewürdigt. Diese Ausstellung habe ihm den internationalen Durchbruch gebracht.
1951 erhielt Kohn den Architekturpreis der Stadt Quito, den Premio Ornato, für die  Villa Schiller Kohn.
1954: Preis für das beste Geschäftshaus des Jahres.
1957: Preis der Casa Comercial Tosi für Stadtentwicklung (Guayaquil)
„Der Kurator des MoMA hat die Villa Kohn, die vor [dem] Abbruch stand und im Rahmen der Forschungen dokumentiert wurde (einige  Architekturprofessoren unterstützten die Kampagne um Erhaltung der Villa), besucht und integriert sie in die Ausstellung über die Südamerikanische Moderne 2015.“
Am 29. November 2018 fand in der Pontificia Universidad Católica del Ecuador (PUCE) die Ausstellung Arte en la PUCE: 4 Arquitectos Modernos. Gestützt auf 100 Originalzeichnungen wurden Werke der Architekten Milton Barragán Dumet, Karl Kohn, Oswaldo Muñoz Mariño und Ovidio Wappenstein dargestellt, die diese in den Jahren 1940 bis 2000 entworfen und gebaut haben. Die Fakultät für Architektur, Design und Kunst der PUCE wollte mit dieser Ausstellung einen Beitrag dazu leisten, das Andenken an diese Architekten in Quito lebendig zu halten.